# Elektrit

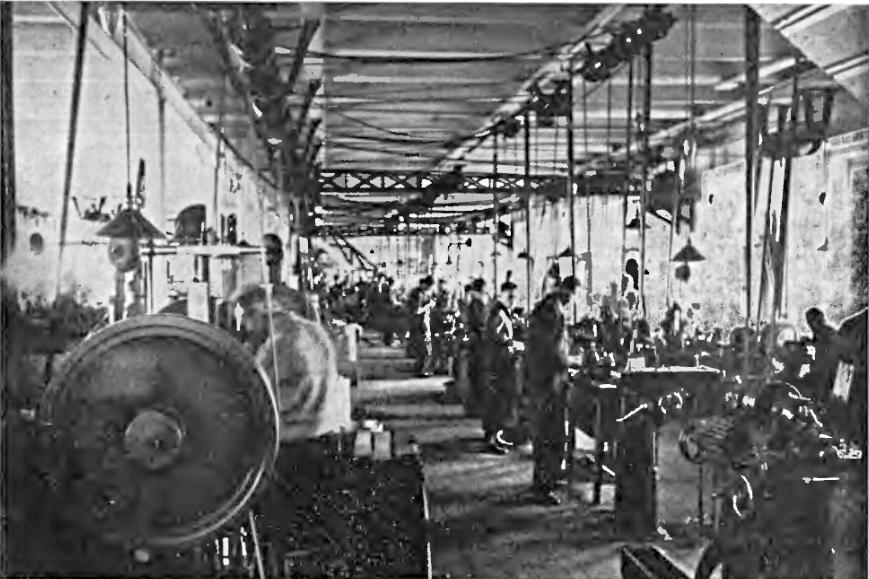
Fragment hali maszyn

Towarzystwo Radiotechniczne „ELEKTRIT” – polskie przedsiębiorstwo radiotechniczne istniejące w latach 1925–1939, największe przedsiębiorstwo w Wilnie i na Wileńszczyźnie w latach międzywojennych. Zatrudniało 1100 pracowników, produkując odbiorniki radiowe, zasilacze, wzmacniacze i podzespoły radiotechniczne.

## Początki
W roku 1925 w Wilnie Samuel i Hirsz Chwolesowie oraz Nachman Lewin powołali Towarzystwo Radiotechniczne „Elektrit”, które przy ulicy Wileńskiej 24 prowadziło sklep oraz warsztat radiotechniczny, zajmujący się sprzedażą, instalacją oraz naprawą importowanego sprzętu radiowego. W 1927 roku firma zaczęła montować i sprzedawać proste odbiorniki własnej konstrukcji. Ogromne zainteresowanie odbiornikami, spowodowane w dużym stopniu uruchomieniem w 1928 roku stacji Polskiego Radia w Wilnie, zachęciło firmę do rozpoczęcia własnej produkcji podzespołów radiowych (kondensatorów, transformatorów, głośników, obudów). W 1934 roku „Elektrit” rozpoczął produkcję odbiorników na licencji wiedeńskiej firmy „Minerwa” w nowym zakładzie przy ul. gen. Szeptyckiego.

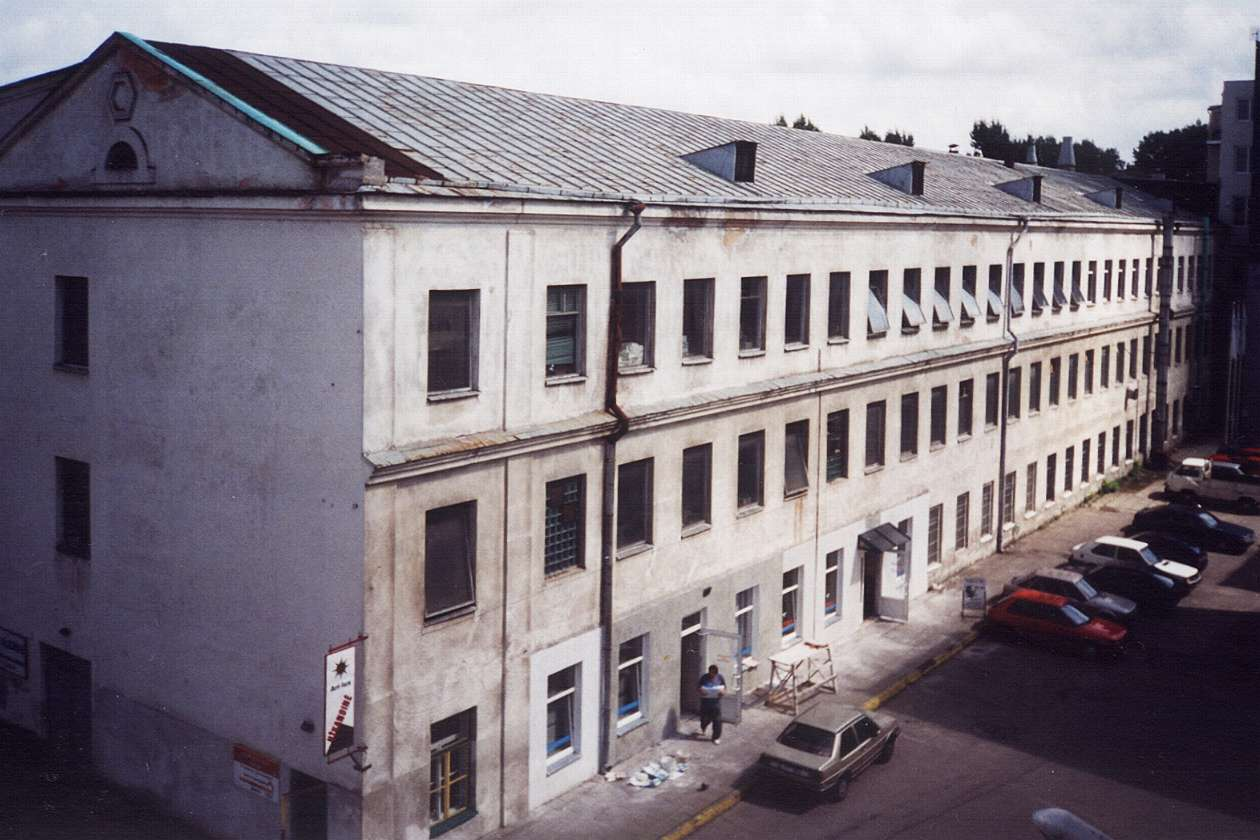
Zabudowania fabryczne, 2001

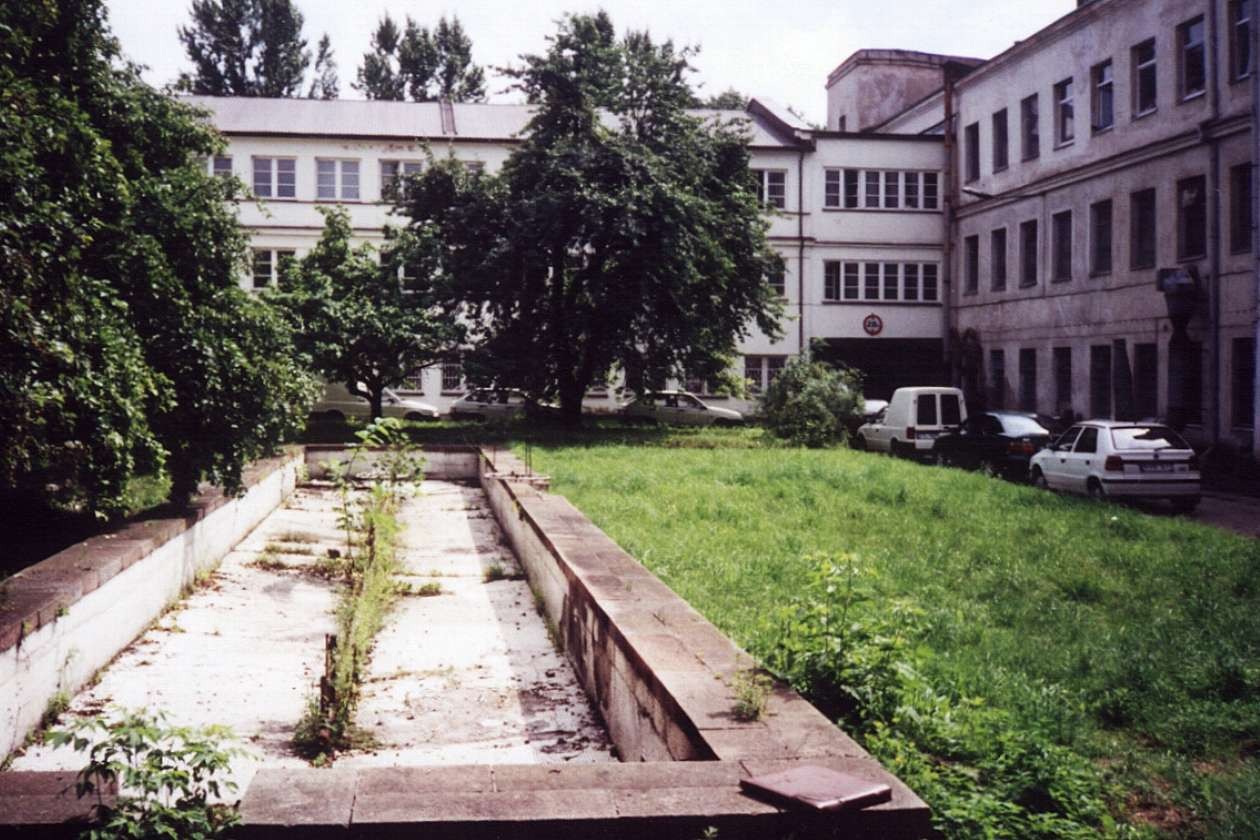
Budynki byłego Towarzystwa Radiotechnicznego „Elektrit” w Wilnie, stan z 2001

## Fabryka
W 1936 roku „Elektrit” był największym producentem odbiorników w kraju, zatrudniającym 1100 pracowników.
W tym okresie Elektrit stał się nowoczesną fabryką o powierzchni ponad 10 000 m², z własną elektrownią, stolarnią, bogato wyposażonym działem mechanicznym i laboratoriami. Montaż odbywał się systemem taśmowym przy wykorzystaniu 6 linii produkcyjnych. Roczna produkcja odbiorników wynosiła 54 000 sztuk, a wartość produkcji 1,2 mln dolarów. Odbiorniki montowane były prawie w całości z polskich podzespołów, tylko 20% elementów pochodziło z importu. Od 1937 roku „Elektrit” zaczął – jako jedyny polski producent – eksportować odbiorniki radiowe, m.in. do Indii, Afryki Południowej i na Bliski Wschód. Firma brała udział we wszystkich ważniejszych targach i wystawach międzynarodowych, zdobywając wyróżnienia i medale.

## II wojna światowa
Działalność fabryki zakończyła się z wybuchem II wojny światowej. Po zajęciu Wilna przez ZSRR (zob. agresja ZSRR na Polskę) zakłady wraz z personelem, maszynami, wyrobami i materiałami zostały wywiezione do Mińska, gdzie na polecenie władz radzieckich załoga uruchomiła w 1940 roku produkcję radioodbiorników, wykorzystując przywiezione podzespoły i rosyjskie lampy. W 1941 roku zakład został zniszczony przez Niemców (zob. atak Niemiec na ZSRR). Po zakończeniu wojny fabrykę uruchomiono powtórnie w 1946 roku (za pomocą niewielu pozostałych pracowników wileńskich zakładów) pod nazwą „Zakład Radiowy im. W. Mołotowa”. Produkowała odbiorniki radiowe „Mińsk” o wyglądzie naśladującym przedwojenne „Elektrity”.
Po wojnie w Polsce grupy byłych pracowników Elektritu pracowały w Państwowej Fabryce Odbiorników Radiowych (późniejszej Dzierżoniowskiej Diorze) i współtworzyły we Wrocławiu spółdzielnię „Radiotechnika”.

## Wybrane odbiorniki
- Rival
- Superior

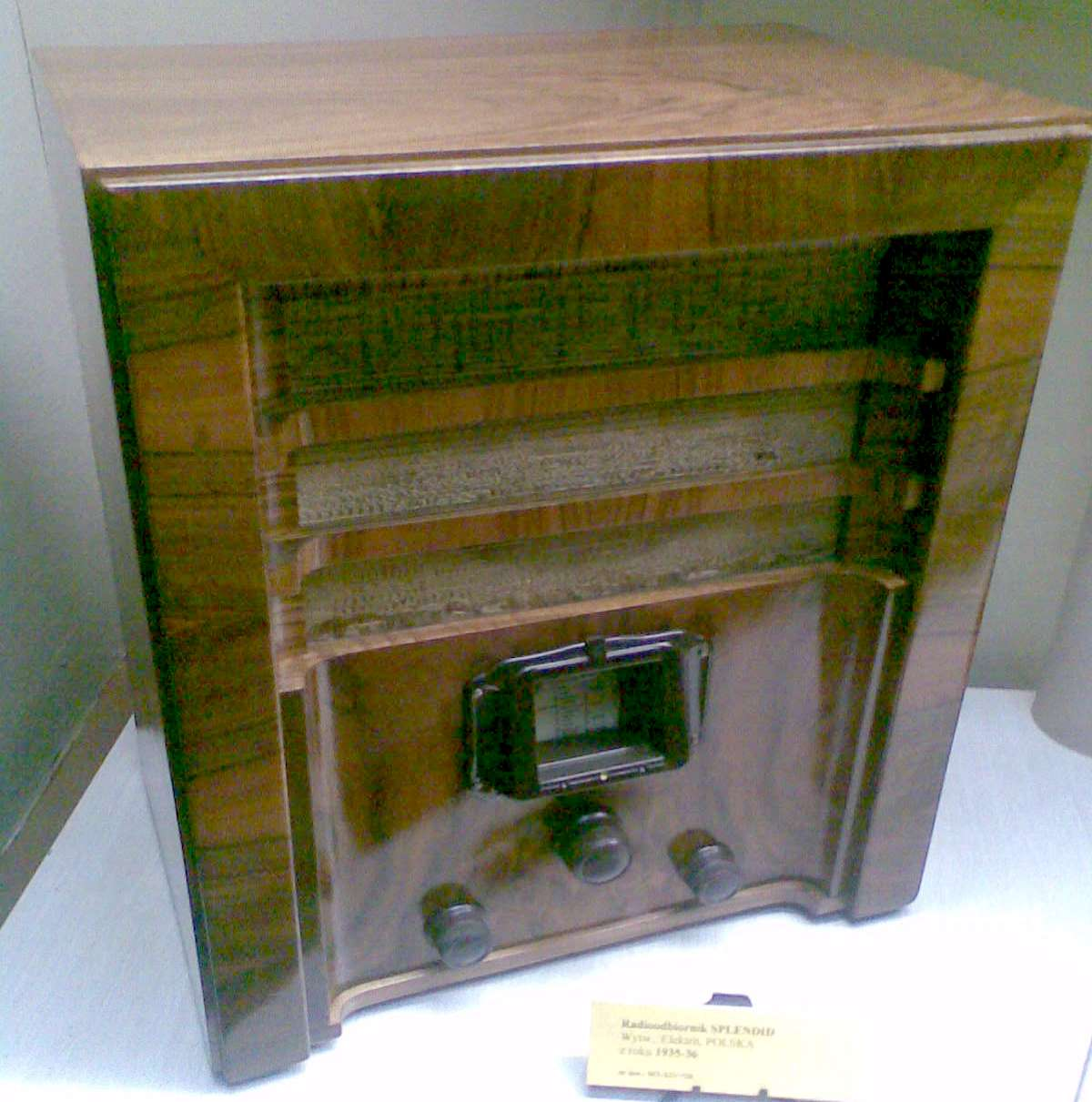
Splendid
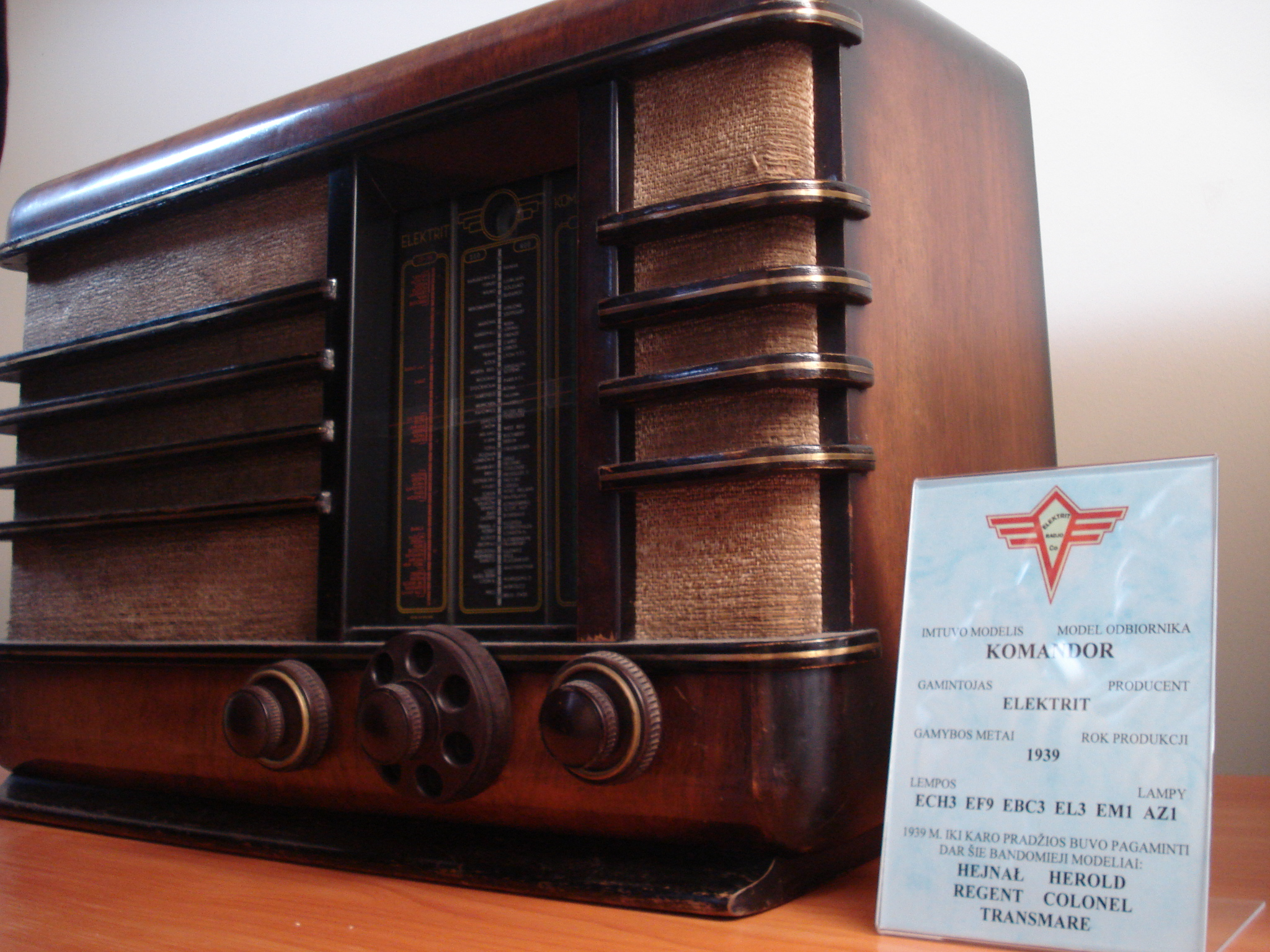
Komandor
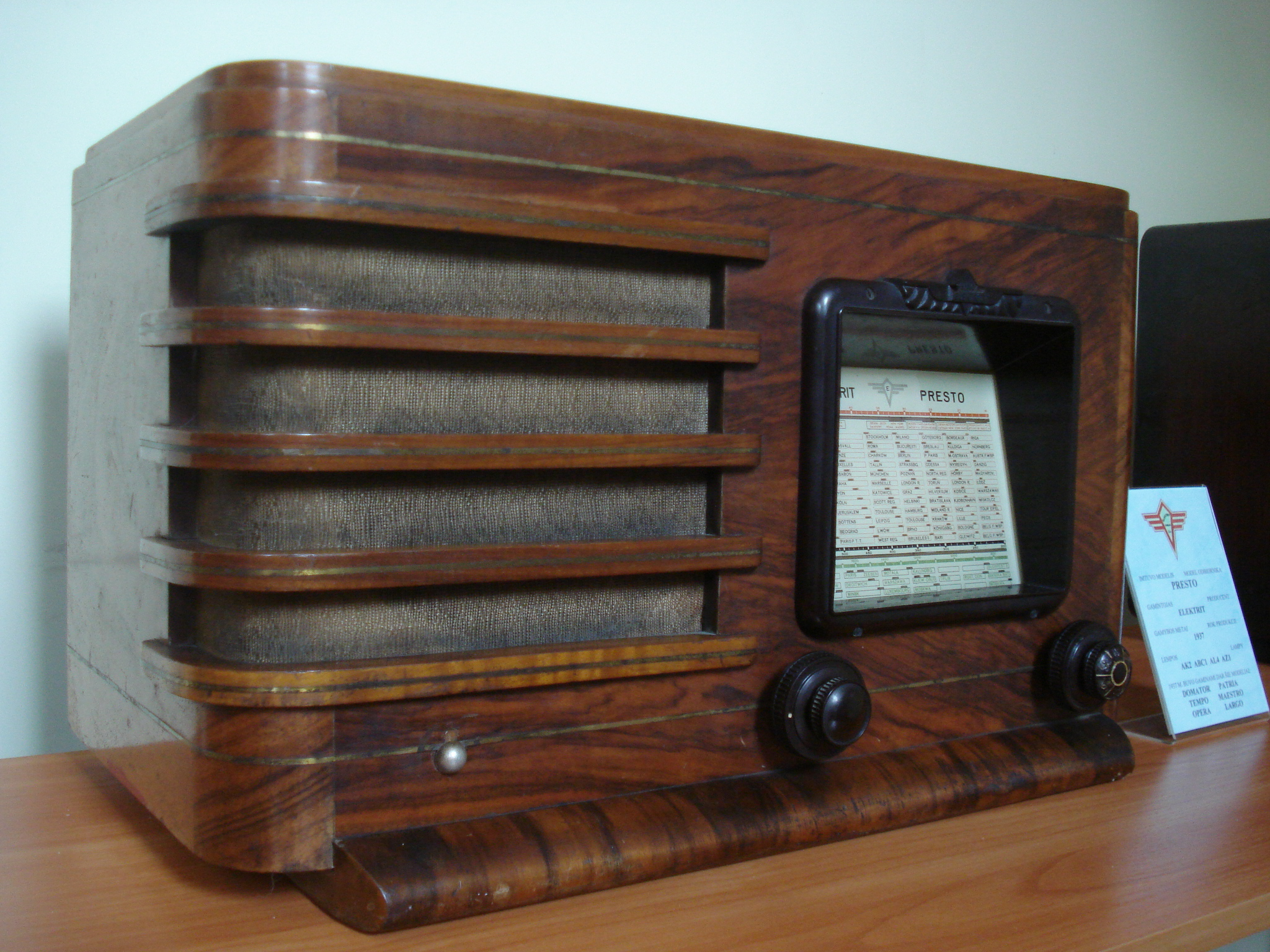
Presto
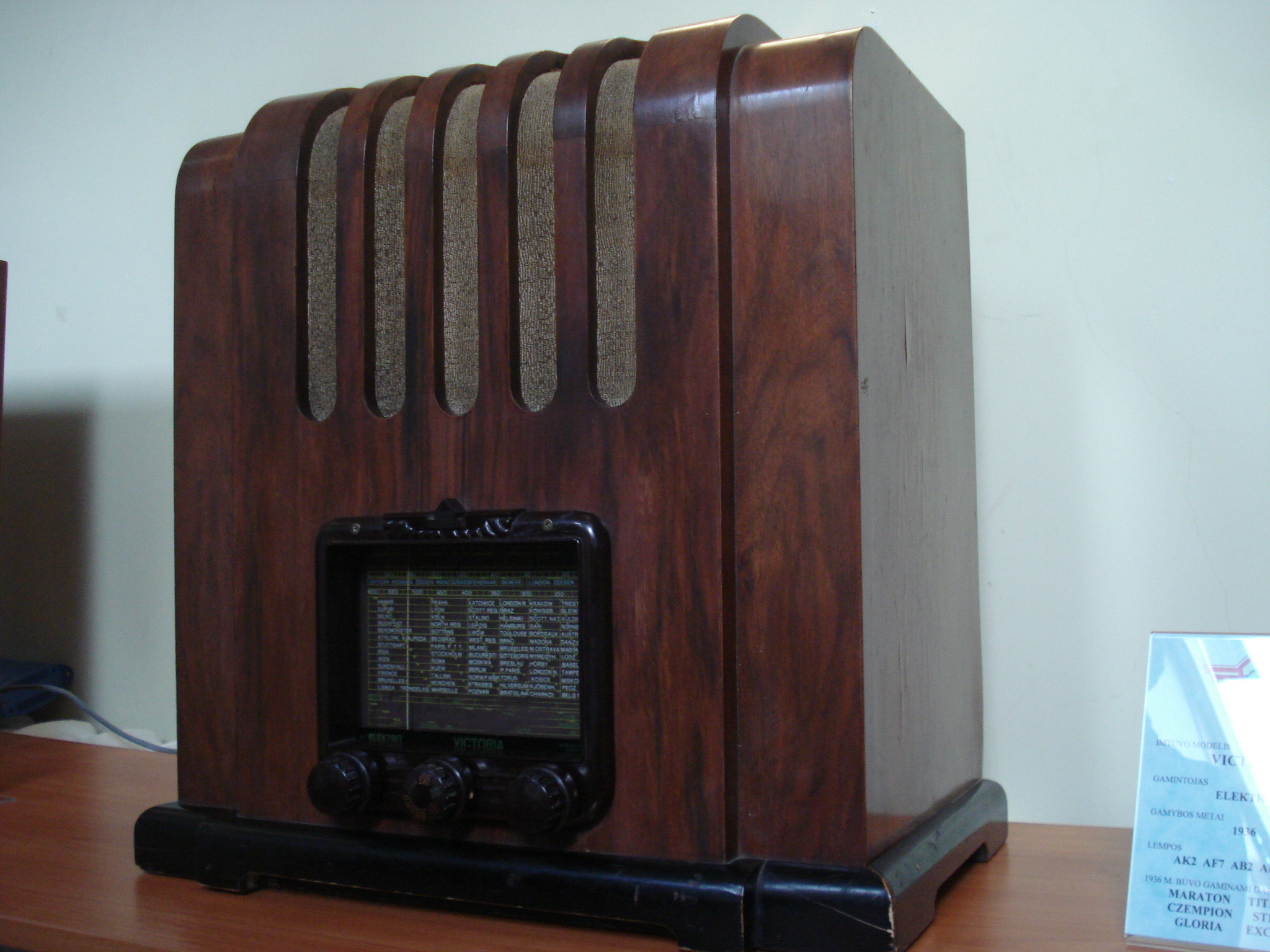
Victoria
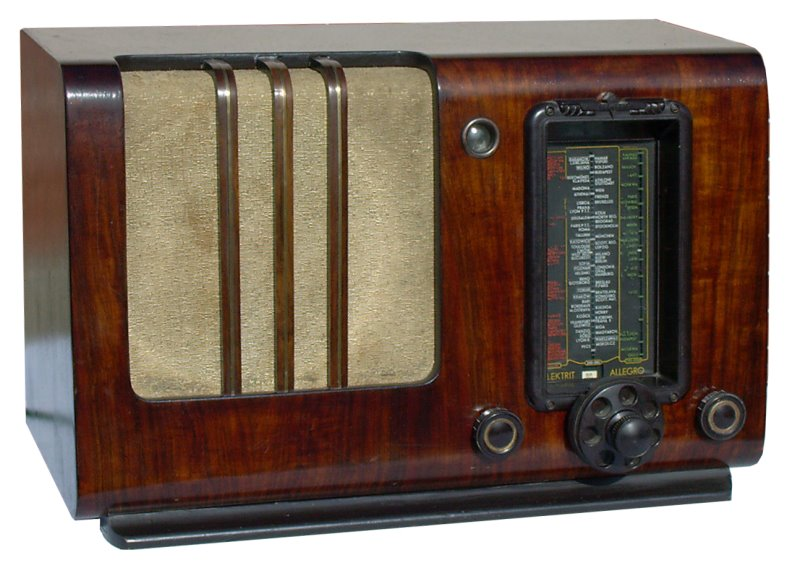
Allegro
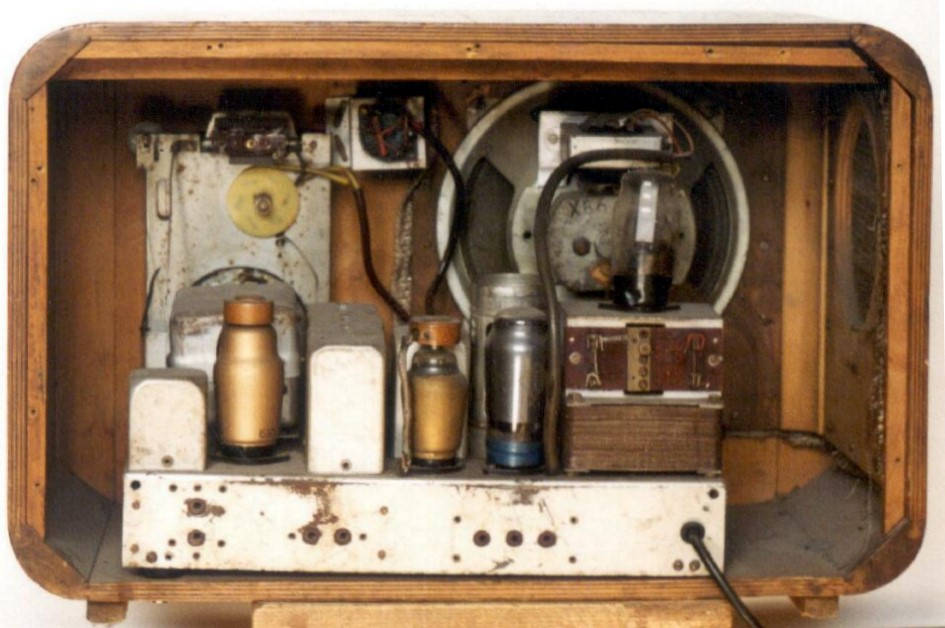
Opera
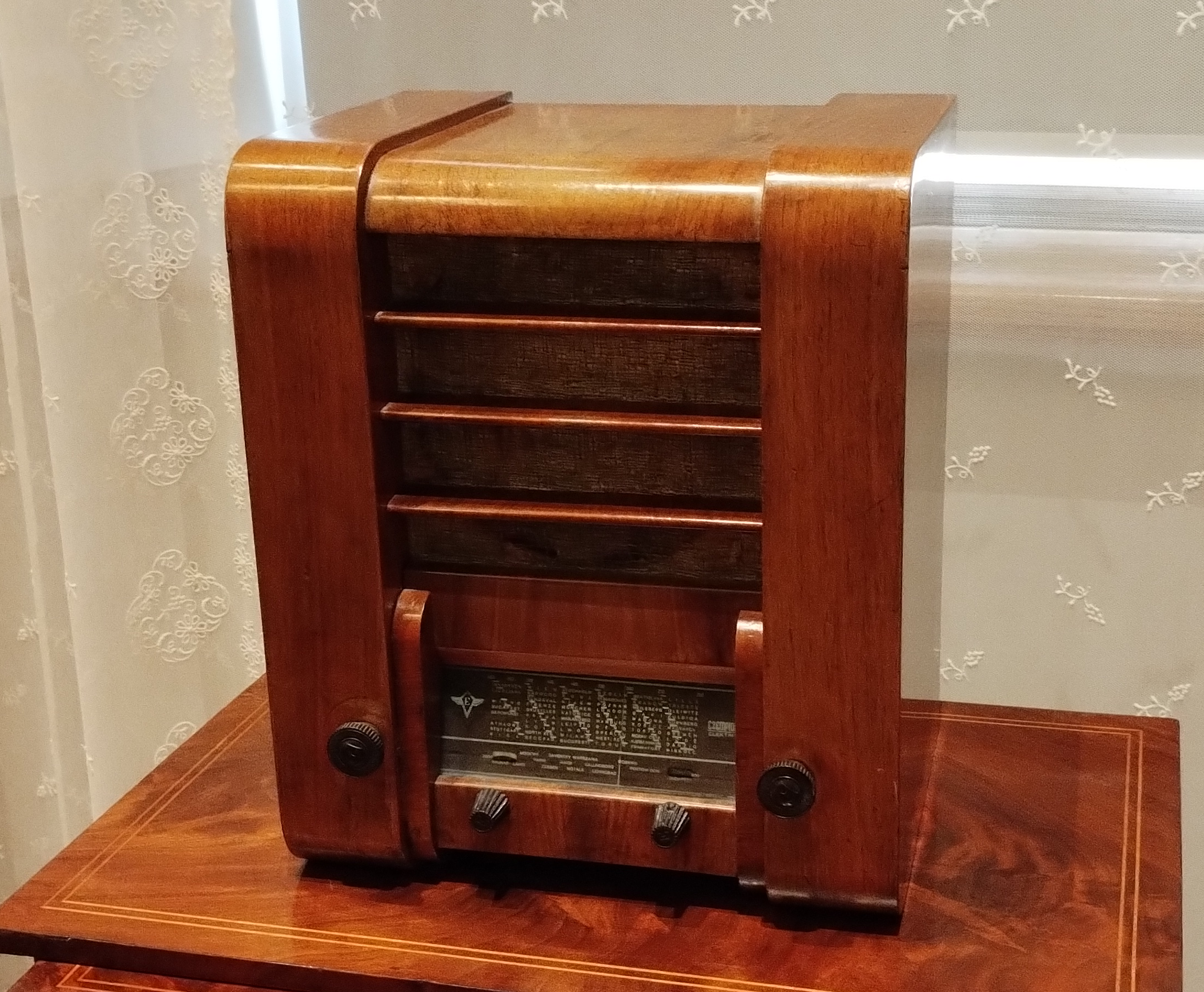
Czempion-Z
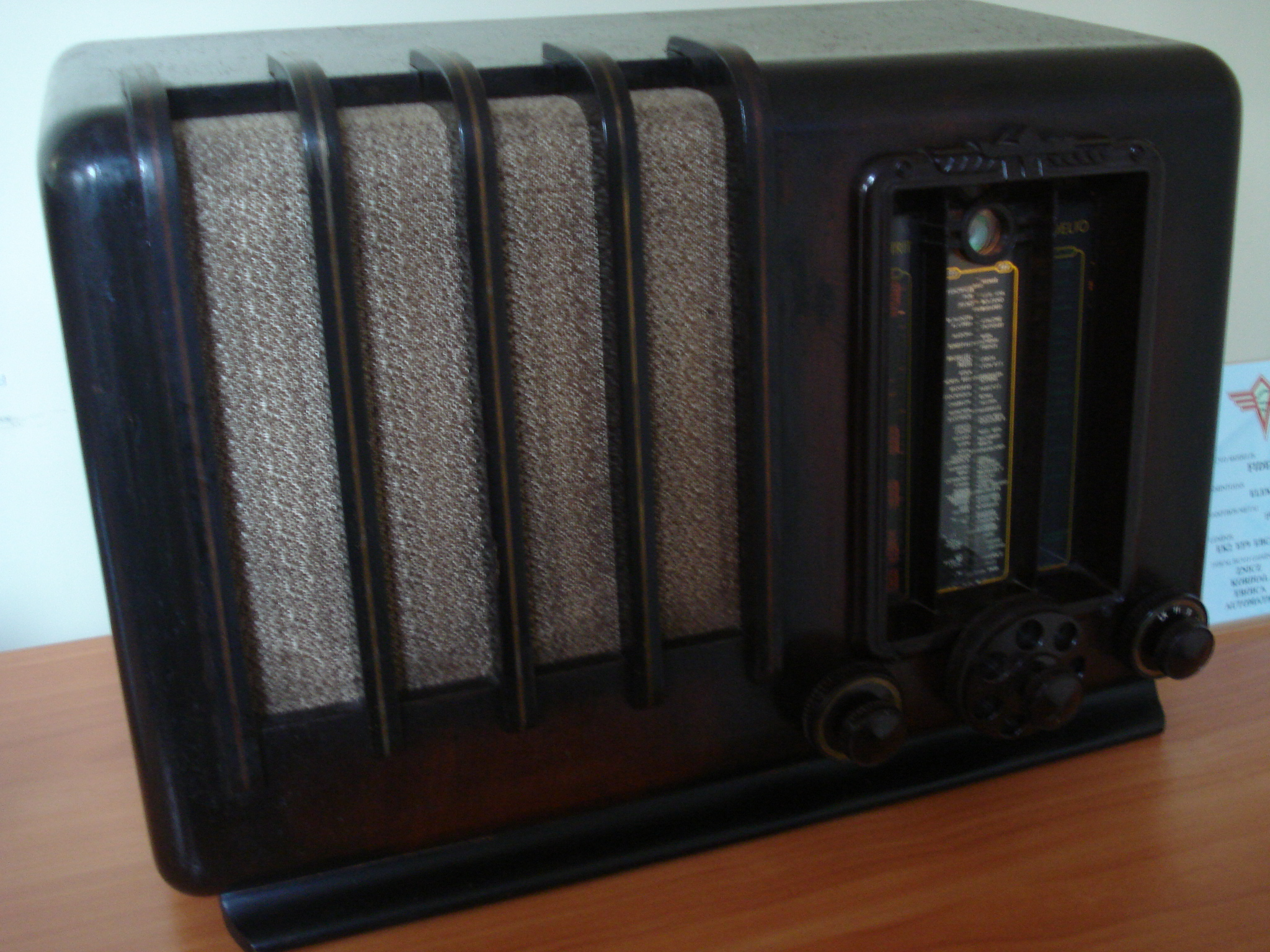
Fidelio